# Trifolium bordzilowskyi
Trifolium bordzilowskyi är en ärtväxtart som beskrevs av Aleksandr Alfonsovitj Grossgejm. Trifolium bordzilowskyi ingår i släktet klövrar, och familjen ärtväxter. Inga underarter finns listade i Catalogue of Life.